# Brezovec pri Rogatcu
Brezovec pri Rogatcu – wieś w Słowenii, w gminie Rogatec. W 2018 roku liczyła 52 mieszkańców.